# Callambulyx kitchingi
Callambulyx kitchingi là một loài bướm đêm thuộc họ Sphingidae. Nó được tìm thấy ở Trung Quốc.